# Oncinema
Oncinema là chi thực vật có hoa trong họ Apocynaceae.

## Các loài
- Oncinema lineare (L.f.) Bullock, 1963 - Nam Phi.[4][5]